# Mecseki nőszőfű
A mecseki nőszőfű (Epipactis mecsekensis) a kosborfélék családjába tartozó, Magyarországon védett növényfaj. Nem általános elfogadott taxon, egyes szerzők önálló fajként, mások a Norden-nőszőfű alfajaként (Epipactis nordeniorum subsp. mecsekensis) tartják számon.

## Megjelenése
A mecseki nőszőfű 20-40 cm (ritkán 65 cm) magas, lágyszárú, évelő növény. Szára vékony, ritkásan szőrös, zöld színű. 3-7 lomblevelének alakja a tojásdadtól a keskeny-lándzsásig változik, szélük hullámos lehet. Az alsó levelek hossza 1-5 cm, szélessége 1-4 cm; feljebb 4-7 cm hosszúak és 1-3 cm szélesek.    
Július-augusztusban virít. A 7-15 cm-es virágzatot nagyjából egy irányba néző, laza fürtbe rendeződő 10-20 bókoló virág alkotja, amelyek az alul 1,7-4,3 cm hosszú és 0,6-2 cm széles  murvalevelek hónaljából nőnek ki. A murvalevelek többnyire rövidebbek a virágoknál. A legnagyobb alsó murvalevél hossza 1,5-4 cm, szélessége 0,3-2 cm. A külső lepellevelek (szirmok) keskeny-lándzsásak, ívesen meghajlanak, világoszöld színűek. A belső lepellevelek fehéresek vagy rózsaszínesen árnyaltak. A mézajak külső része (epichil) háromszög alakú, rózsás alapszínű, közepén zöldesen bemélyedhet. Szélei sokszor felhajlanak, csúcsa nem görbül hátra. A mesichil szűk a hypochil (a mézajak belső része) hosszúkás-elliptikus alakú, sekély mélyedése belül barna színű.       
Termése 0,9-1,1 cm hosszú és 0,45-0,6 cm széles toktermés.

## Elterjedése
Csak Magyarországon, a Keleti-Mecsekben honos.    

## Életmódja
Nedves talajú gyertyános–tölgyesekben, ligeterdőkben lehet találkozni vele, sok esetben patakparton. Kifejezetten vízigényes, a félárnyékot kedveli. A talaj kémhatása közömbös számára, élőhelyein a pH-t 5,2-7,7 (átlagosan 6,4) közöttinek mérték.  
Hajtásai júniusban jelennek meg. Július elejétől augusztusig közepéig virágzik. A virágok önmegporzók, egy mérés szerint 77%-uk termékenyül meg. A magok októberre érnek be.    

## Természetvédelmi helyzete
Összesen három állománya ismert néhány száz egyeddel. 2012 óta védett, természetvédelmi értéke 50 000 Ft.